# 哈塞克省
哈塞克省（阿拉伯语：‎）是敘利亞東北部的一個省，東鄰伊拉克，北鄰土耳其。底格里斯河在東北角流經，大部分為哈布爾河流域。面積23,334平方公里，2005年估計人口1,377,000人。首府哈塞克。下分4區。該省的大部分居民为亚述人和库尔德人，库尔德语和现代阿拉米语（亚述基督徒的民族语言）在本地区使用。
1. ↑  . cbssyr.org.   [22 May 2022]. （原始内容存档于2 February 2022）.